# Cadrema samoaensis
Cadrema samoaensis är en tvåvingeart som beskrevs av Malloch 1930. Cadrema samoaensis ingår i släktet Cadrema och familjen fritflugor. Inga underarter finns listade i Catalogue of Life.